# NGC 3842
NGC 3842 ist eine elliptische Galaxie vom Hubble-Typ E3 im Sternbild Löwe an der Ekliptik. Sie ist schätzungsweise 280 Millionen Lichtjahre von der Milchstraße entfernt, hat einen Durchmesser von etwa 115.000 Lj und ist das hellste Mitglied des Leo-Galaxienhaufens Abell 1367.
Im selben Himmelsareal befinden sich u. a. die Galaxien NGC 3837, NGC 3841, NGC 3844, NGC 3845.
Im Zentrum dieser Galaxie wird ein Schwarzes Loch mit 9,7 Milliarden Sonnenmassen vermutet. Dies haben Untersuchungen von Nicholas McConnell an der University of California ergeben.
Das Objekt wurde am 26. April 1785 vom deutsch-britischen Astronomen Wilhelm Herschel entdeckt.